# Zlatomir Zagorčić
Zlatomir Zagorčić (in serbo Златомир Загорчић?, in bulgaro Златомир Загорчич?; Novi Sad, 15 giugno 1971) è un allenatore di calcio ed ex calciatore serbo naturalizzato bulgaro, di ruolo difensore, tecnico dello Slavia Sofia.

## Palmarès

### Giocatore

#### Competizioni nazionali
- Campionato bulgaro: 2

Liteks Loveč: 1997-1998, 1998-1999